# Уелсбърг
Уѐлсбърг (на английски: Wellsburg) е град в североизточната част на Съединените американски щати, административен център на окръг Брук в щата Западна Вирджиния. Населението му е около 2450 души (1 април 2020).
Разположен е на 206 метра надморска височина на Западното Алигейнско плато, на левия бряг на река Охайо и на 56 километра западно от Питсбърг. Селището е основано през 1791 година. Към 2020 година средният доход на човек от населението е 26 012 долара, 48% от средния за страната.

## Известни личности
Родени в Уелсбърг
- Глен Дейвис (1934 – 2009), лекоатлет